# Рождественская, Наталья Петровна
Наталия Петровна Рождественская (24 апреля [7 мая] 1900, Нижний Новгород — 1 сентября 1997, Москва) — советская оперная певица (сопрано). Заслуженная артистка РСФСР (1942). Народная артистка РСФСР (1947).

## Биография
Училась у С. И. Друзякиной и А. Б. Хессина в ГИТИСе. Выступать начала с 1926 года. Солистка Всесоюзного радио с 1929 по 1960 год. Её лучшими партиями считаются Феврония («Сказание о невидимом граде Китеже и деве Февронии»), Донна Анна («Каменный гость»), Графиня («Свадьба Фигаро»).
Автор переводов на русский язык либретто опер, среди них: «Испанский час» и «Дитя и волшебство» М. Равеля, «Арабелла» Р. Штрауса, «Похождения повесы» И. Стравинского, «Человеческий голос» Ф. Пуленка. Получила «Гран-при» за запись партии Февронии (Le Chant du Monde, 1963). Способствовала популяризации не только русской и зарубежной классики, но и произведений современных отечественных композиторов.
Похоронена на Введенском кладбище (20 уч.).

## Семья
Жена дирижёра Николая Аносова и мать Геннадия Рождественского.

## Записи
- В. Моцарт: «Дон Жуан» — Донна Анна;
- В. Моцарт: «Волшебная флейта» — Придворная Дама;
- В. Моцарт: «Свадьба Фигаро» — Графиня;
- В. Беллини: «Норма» — Норма;
- Дж. Пуччини: «Манон Леско» — Манон;
- С. Рахманинов: «Франческа да Римини» — Франческа да Римини
- Н. Римский-Корсаков: «Кащей Бессмертный» — Царевна Ненаглядная Краса;
- Н. Римский-Корсаков: «Майская ночь» — Панночка;
- Н. Римский-Корсаков: «Пан Воевода» — Ядвига Запольская;
- П. Чайковский: «Воевода» — Марья Власьевна;
- П. Чайковский: «Опричник» — Наталья;
- А. Даргомыжский: «Каменный гость» — Донна Анна.